# 费德里科·弗朗哥
路易斯·费德里科·弗朗哥·戈梅茲（西班牙語：Luis Federico Franco Gómez，1962年7月24日—）是一名巴拉圭政治人物，曾任副总统及总统。

## 生平
1962年7月24日，费德里科·弗朗哥出生于亞松森。1982年2月20日，他与埃米莉亚·阿尔法罗结婚，两人育有四个孩子：路易斯·费德里科·弗兰科、克劳迪娅·凡妮莎、伊万·亚历山大、恩佐·塞巴斯蒂安。
他毕业于亚松森国家大学医学院。1986年成为一名外科医生，他在从政前一直从事着医师职业。
他曾任中間派的真正激进自由党主席，2003－2008年担任中央省省长。
他哥哥胡利奧·塞薩爾·佛朗哥曾任参议员、激进自由党主席，並於2000－2002年担任巴拉圭副总统。
2008年他出任副總統，但與左派的費爾南多·盧戈總統一直有矛盾。
2012年6月22日，在紅黨及自由黨的支持下，盧戈被國會彈劾，弗朗哥繼任成为巴拉圭总统。